# John Creighton Campbell
John Creighton Campbell (* 12. Juni 1941 in New York) ist ein US-amerikanischer Japanologe.

## Leben
Er erwarb den BA am Columbia College (1965) und den PhD in Politikwissenschaft („mit Auszeichnung“) am East Asian Institute der Columbia University (1973). Er lehrt am Institut für Politikwissenschaft, University of Michigan: emeritierter Professor (seit 2007); Professor (1991–2007); Assoziierter Professor (1980–1991); Assistenzprofessor (1973–1980).

## Schriften (Auswahl)
- Contemporary Japanese budget politics. Berkeley 1977, ISBN 0-520-02573-3.
- als Herausgeber: Parties, candidates, and voters in Japan. Six quantitative studies. Ann Arbor 1981, ISBN 0-939512-07-6.
- als Herausgeber: Entrepreneurship in a mature industry. Proceedings of the 5. US-Japan Automotive Industry Conference, held at the Univ. of Michigan in Mar. 1985. Ann Arbor 1986, ISBN 0-939512-22-X.
- How policies change. The Japanese government and the aging society. Princeton 1992, ISBN 0-691-07884-X.